# Accademia di San Luca
|  | No s'ha de confondre amb Gremi de Sant Lluc. |

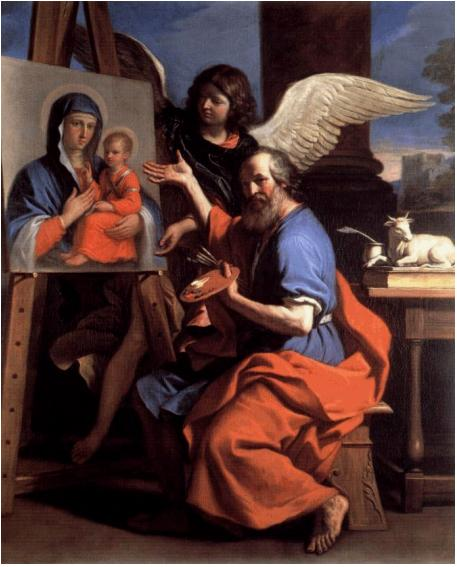
Sant Lluc pintant el retrat de la Mare de Déu, de Guercino

L'Accademia di San Luca és una associació d'artistes i acadèmia de belles arts situada a Roma. Compta, a més, amb un museu, el Museo dell'Accademia.

## Història
L'Accademia va ser fundada el 1593 per Federico Zuccaro, qui va ser el seu primer Príncep (director), amb el propòsit d'elevar el treball de l'artista a alguna cosa més que la simple artesania. Durant els seus primers anys de vida, l'associació va estar en l'òrbita del patronatge papal, que va dominar i controlar la institució.
L'Accademia va ser dedicada des de principis del segle xvii a l'evangelista sant Lluc, com a protector dels pintors, ja que segons la llegenda sant Lluc va ser l'autor del primer retrat de la Mare de Déu.
La institució prengué el seu referent de l'antiga Universitat de Pintors, Miniaturistes i Bordadors (Università dei Pittori, Miniatori e Ricamatori), corporació de mestres els estatuts i privilegis de la qual van ser renovats per Sixt IV el 17 de desembre de 1478.
El 1605, el papa Pau V va concedir a la institució, per al dia de la festa de Sant Lluc, el dret de concedir la gràcia a tots els condemnats elegits pels membres de l'Accademia. El 1620, Urbà VIII concedeix a l'Accademia di San Luca el dret d'establir qui podia ser considerat artista a Roma, i el 1633, la capacitat de poder taxar tots els artistes i el monopoli sobre totes les comissions públiques dels Estats Pontificis. Amb el curs dels anys l'autoritat papal tindrà sempre el control de la institució.
L'Accademia tenia la finalitat, segons molts crítics, de donar una alta educació als artistes però al mateix temps exercir sobre ells el control directe de l'Església.
Els Principi de l'Accademia di San Luca eren eminents personalitats artístiques seleccionades pel cos acadèmic, i entre els que van ostentar aquest càrrec es troben personatges il·lustres del món de l'art com Gian Lorenzo Bernini o Domenichino. Tot i això molts artistes importants van romandre fora d'aquesta institució i no van ser mai admesos en el circuit de l'Accademia. Per aquest motiu van néixer a Roma en el curs dels anys escoles d'artistes alternatives a l'Accademia, que s'oposaven a la manera de concebre l'art per aquesta institució; una de les més famoses va ser la Scuola dei Bamboccianti.
Després de la unitat italiana, i l'annexió dels Estats Pontificis al regne d'Itàlia (1870), el 1872 es va transformar en Acadèmia Reial (Accademia Reale), i amb l'arribada de la República Italiana (1948) va passar a ser Acadèmia Nacional (Accademia Nazionale).

## L'emblema de l'Accademia
El 1705 es va adoptar el blasó que encara avui caracteritza l'Accademia. Es tracta d'un triangle equilàter format per tres instruments característics dels tres arts practicats principalment en la institució: el pinzell per la pintura, el cisell per l'escultura i el compàs per l'arquitectura. L'emblema és coronat per una frase d'Horaci:AEQUA potestas, que representa la igual dignitat que tenen aquestes arts.

## L'Accademia avui
L'Accademia di San Luca continua en activitat. Segons els seus estatuts tots els artistes membres han de donar una obra seva a la institució per a perpetuar la seva memòria. Les obres donades pels seus membres al llarg dels anys es troben al Museo dell'Accademia, situat a l'interior del Palazzo Carpegna, en les proximitats de la Fontana di Trevi, formant una col·lecció única d'escultura i pintura.

## El cos acadèmic
Les tres arts conformen les seccions en què es divideix el cos acadèmic (pintura, escultura i arquitectura), format per:
- 54 acadèmics nacionals
- 90 acadèmics corresponsals italians
- 30 acadèmics estrangers
- nombre il·limitat de benemèrits

## Principide l'Accademia
- Cherubino Alberti
- Baldassare Croce
- Domenichino
- Gian Lorenzo Bernini
- Paolo Guidotti
- Domenico Guidi
- Luigi Garzi
- Antiveduto Grammatica
- Alessandro Turchi
- Filippo Gagliardi
- Filippo Lauri
- Tommaso Maria Conca
- Pietro da Cortona
- Pier Francesco Mola
- Filippo della Valle
- Carlo Marchionni
- Giuseppe Bartolomeo Chiari
- Carlo Cesi
- Sebastiano Conca
- Simon Vouet
- Charles Le Brun
- Camillo Rusconi
- Antonio Canova
- Vincenzo Camuccini
- Niccola Consoni